# Olivier Cresp
Olivier Cresp (Grasse, 1955) es un  perfumista francés.

## Biografía
Olivier Cresp nació en Grasse, Francia en 1955. Su hermana es la perfumista Françoise Caron. Su padre y abuelo comerciaban con las materias primas utilizadas en la industria del perfume.
Cresp ha sido un perfumista desde 1975. Empezó a trabajar para Firmenich en 1992, y consiguió ser maestro perfumista en 2006.
Reside en París, y su hijo Sebastien es también perfumista.
Ha creado desde Angel de Thierry Mugler hasta Light Blue de Dolce & Gabbana.